# بخش سرولایت
بخش سرولایت(نیشابور شمالی) یکی از بخش‌های شهرستان نیشابور در استان خراسان رضوی ایران است. شهر چکنه مرکز این بخش می باشد.
قزل قلعه، برزنون، ساقی بیک،خواجه آباد،سلطان میدان،کلیدر و عبدالله گیوی از آبادی های مهم این بخش هستند که جزو منطقه نیشابور بزرگ می‌باشند.

## تقسیمات کشوری
با تصویب ایجاد بخش سرولایت در سال ۱۳۲۳ توسط هیئت دولت وقت، بخش سرولایت با چهار دهستان با نام های دهستان ماروسک، دهستان بارمعدن، دهستان اربقایی(اربقین) و دهستان سرولایت تشکیل شد. این بخش بزرگ حدود یک سوم مساحت شهرستان نیشابور را در بر می گرفت. با تغییرات گسترده در تقسیمات کشوری از سال ۱۳۶۶ به مرور و با اعمال تغييرات گسترده دهستان های بارمعدن و ماروسک از بخش سرولایت جدا گشتند. در حال حاضر و بر اساس آخرين تقسيمات كشوري بخش سرولایت دارای دو دهستان برزنون و سرولایت است. مركز  دهستان سرولايت روستاي عبدا... گيو و مركز دهستان برزنون، روستاي برزنون است. طرح توجيهی ارتقاء بخش سرولایت به شهرستان در تاریخ ۱۳۹۲/۴/۱ توسط وزیر کشور وقت تقدیم معاون اول رئیس‌جمهور وقت گردیده است.

## اولین ها در سرولایت
1. اولین دبستان روستایی دولتی کشور
2. اولین خانه هلال روستایی کشور
3. اولین سند وقفی روستای استان خراسان
4. اولین نشریه درون بخشی
5. اولین شهید انقلاب شهرستان (شهید باباخان پاسبان)
6. اولین دانشگاه پیام نور بخش کشور

## تقسیمات کشوری
- بخش سرولایت
  - دهستان سرولایت
  - دهستان برزنون

شهرها: چکنه

## جمعیت
بنابر سرشماری مرکز آمار ایران، جمعیت بخش سرولایت شهرستان نیشابور در سال ۱۳۹۵ برابر با ۱۴۶۶۴ نفر بوده‌است.

## جاذبه های گردشگری
روستای قزل قلعه
آتشکده برزین مهر 
شاهزاده حسین اصغر(ع){ فرزند امام سجاد(ع)}.
امام زاده یحیی بن زید
دره اجاق چکنه
روستای کلیدر و بنای گنبد کلیدر
روستای سوله
امام زاده حسن بن علی بن الحسین ع روستای ساقیبیگ